# Richard M. Freeland
Richard Middleton Freeland (Orange, New Jersey, 1941. május 13. –) 1996 és 2006 között az Északkeleti Egyetem hatodik rektora, 2008 és 2015 között pedig Massachusetts felsőoktatási biztosa.
Freeland a New Jersey állambeli Mountain Lakesben nőtt fel. Középfokú tanulmányait is a városban végezte; 2014-ben bekerült az iskola dicsőségcsarnokába. Alapfokú diplomáját az Amherst Főiskolán, doktori fokozatát pedig a Pennsylvaniai Egyetemen szerezte.

## Könyvei
- The Truman Doctrine and the Origins of McCarthyism. (angolul) (hely nélkül): Knopf. 1972.
- Academia’s Golden Age. (angolul) Oxford: Oxford University Press. 1992.  OCLC

## Fordítás
- Ez a szócikk részben vagy egészben  a   Richard M. Freeland című angol Wikipédia-szócikk ezen változatának fordításán alapul.  Az eredeti cikk szerkesztőit annak laptörténete sorolja fel. Ez a jelzés csupán a megfogalmazás eredetét és a szerzői jogokat jelzi, nem szolgál a cikkben szereplő információk forrásmegjelöléseként.